# ヌミドテリウム
ヌミドテリウム（Numidotherium）は、約4,600万年前（新生代古第三紀始新世中期〈ルテシアン期〉）の北アフリカに生息していた始原的特徴を持つゾウの一種。
ヌミドテリウム科の模式属であり、アルジェリア南部から、ほぼ完全な骨格化石が発見されている。追って、リビアからも発見された。

## 学名
属名は、発見地域の古名（ギリシア語起源のラテン語名）「Numidia (ヌミディア)」と、同じくギリシア語起源のラテン語「therium (=animal、wild beast、動物、獣)」に由来し、「ヌミドの獣（哺乳類）」を意味する。

## 特徴
体長約1m、推定体重200kgで、その体格は現生のバク程度。およそゾウを想起し得ない比較的細身の動物であったらしい。
沼沢地で水草などを食む水陸両生の中型哺乳類であったと推定されている。

## 下位分類（種）の詳細
- ヌミドテリウム・コホレンセ（コオレンセ）　
N. koholense　Jaeger (in Mahboubi et al.), 1986　：模式種。1984年、アルジェリア南部はエル=クホル（El-Kohol）にあるルテシアン層にて、ほぼ完全な骨格化石を発見。
- ヌミドテリウム・サヴァゲイ（サワゲイ）　
N. savagei 　Court, 1995　：1995年、リビア（Dor al-Talha）にて発見。N. koholense と同種である可能性あり。